# Reliance Motor Truck Company
Reliance Motor Truck Company, vorher Reliance Automobile Manufacturing Company und Reliance Motor Car Company, war ein US-amerikanischer Hersteller von Kraftfahrzeugen.

## Unternehmensgeschichte
Die Reliance Automobile Manufacturing Company wurde 1903 in Detroit in Michigan gegründet. 1904 begann die Produktion von Personenkraftwagen. Der Markenname lautete Reliance. Konstrukteure waren E. O. Abbott und W. K. Ackerman, die vorher für Cadillac tätig waren.
1904 kam es zu einer Reorganisation. Eine Quelle gibt Unterfinanzierung als Grund an. Die neue Firmierung lautete Reliance Motor Car Company. J. M. Mulke leitete zunächst das Unternehmen, der wenig später von Fred O. Paige abgelöst wurde. 1906 kamen Nutzfahrzeuge dazu. Im gleichen Jahr endete die Pkw-Produktion.
Noch 1907 übernahm General Motors das Unternehmen. Ab 1908 hieß es Reliance Motor Truck Company. 1911 wurde es aufgelöst. Reliance gilt zusammen mit der Rapid Motor Vehicle Company als Vorläufer von GMC.
Ein paar Jahre später gab es im Bundesstaat Wisconsin ein gleichnamiges Unternehmen, das schließlich als Appleton Motor Truck Company firmierte.

## Fahrzeuge
1904 gab es nur den 15 HP. Er hatte wie alle Pkw dieser Marke einen Zweizylindermotor. Er leistete 15 PS. Das Fahrgestell hatte 218 cm Radstand. Der offene Tourenwagen mit fünf Sitzen bot seitlichen Zustieg und war damit einer der ersten seiner Art. Orlo und Peerless boten 1904 ebenfalls solche Karosserien an.
1905 folgte der 18/22 HP. Sein Motor war mit 18/22 PS angegeben. Der verlängerte Radstand von 234 cm ermöglichte einen fünfsitzigen Aufbau, der als Roi-des-Belges-Tonneau bezeichnet wurde.
1906 bestand das Sortiment aus zwei Modellen. Beim Model C-D ergaben 133,35 mm Bohrung und 139,7 mm Hub 3902 cm³ Hubraum und 22 PS Leistung. Der Radstand maß 234 cm. Das Model E hatte einen Motor mit 149,225 mm Bohrung, 127 mm Hub, 4442 cm³ Hubraum und 28 PS Leistung. Der Radstand betrug 277 cm. Beide Modelle waren als fünfsitzige Tourenwagen karosseriert.
Als Nutzfahrzeuge sind Lastkraftwagen und Omnibusse überliefert. Sie hatten Zweitaktmotoren.

## Pkw-Modellübersicht
| Jahr | Modell    | Zylinder | Leistung (PS) | Radstand (cm) | Aufbau                           |
| ---- | --------- | -------- | ------------- | ------------- | -------------------------------- |
| 1904 | 15 HP     | 2        | 15            | 218           | Canopy Tourenwagen 5-sitzig      |
| 1905 | 18/22 HP  | 2        | 18/22         | 234           | King of Belgium Tonneau 5-sitzig |
| 1906 | Model C-D | 2        | 22            | 234           | Tourenwagen 5-sitzig             |
| 1906 | Model E   | 2        | 28            | 277           | Tourenwagen 5-sitzig             |